# Jebuseos
De acuerdo con la Biblia, los jebuseos (en hebreo: יבוסי Yeḇūsy) eran una tribu cananea que habitaba la región de Jerusalén. Fueron los fundadores de esta ciudad, en el 3000 a. C., que en las fuentes más antiguas se conoce con el nombre de Uru-Salem (úru-ša1lim). El libro 1 Crónicas 11:4 afirma que Jerusalén era conocida como Jebús, cuando fue conquistada por David. Según el relato bíblico, esto ocurrió aproximadamente en el año 1004 a. C., razón por la cual el moderno Estado de Israel imprimió una medalla conmemorativa en 1996 (2999 años después del 1004 a. C.)

## Origen étnico
El Tanaj contiene el único texto antiguo conocido que usa la palabra jebuseo para describir a los habitantes preisraelitas de Jerusalén; de acuerdo a la Tabla de las Naciones en Génesis 10, los jebuseos eran identificados como una tribu cananea, que aparece en tercer lugar en la lista de naciones, entre los hititas y los amoritas (ambos conocidos en la actualidad por los estudiosos como grupos étnicos grandes, esparcidos por Mesopotamia; los hititas tenían un gran imperio). Theophilus G. Pinches halló una referencia a "Yabusu", que él interpretó como una forma antigua de Jebus, en una tableta de contrato que data del 2200 a. C.
Jebus significa "pisado" (con los pies). Para Niels Peter Lemche, el apelativo étnico "jebuseos" no tiene antecedentes en las múltiples menciones históricas no bíblicas a Jerusalén. El nombre de Jerusalén es anterior a la conquista israelita, pues en el alfabeto sumerio uru debe leerse yerû, que significa "ciudad".
El nombre sumerio y acadio de Jerusalén, uru-salim,  está etimologizado de diversas maneras para significar "fundada por Shalim, dios asociado con el anochecer y la estrella de la tarde en los sentidos etimológicos de "culmización" del día, "puesta de sol", "descanso" y "paz". Las Cartas de Amarna, varias de las cuales fueron escritas por el rey de Jerusalén Abdi-Heba, llaman a esta ciudad Urusalim (ú-ru-sa-lim) o Urushalim (ú-ru-ša-lim) (1330 a. C.). También en las cartas de Amarna se llama Beth-Shalem, la casa de Shalem.
Antes de los estudios modernos de la Biblia, la mayoría de los estudiosos de la Biblia creían que los jebuseos eran idénticos a los hititas. Sin embargo, un aumento en el punto de vista popular, primeramente expuesto por Edward Lipinski, profesor de estudios orientales y eslavos de la Universidad Católica de Lovaina, es que los jebuseos son solo una tribu amorita; Lipinski los identificó dentro del grupo llamado Yabusi'um en una carta cuneiforme encontrada en el Archivo de Mari.
Como Lipinski notó, sin embargo, es enteramente posible que más de una tribu o clan hayan usado el mismo nombre, y es así que jebuseos y Yabusi'um pueden haber sido pueblos separados viviendo juntos.
El nombre Abdi-Heba, del rey de Jerusalem mencionado en las Cartas de Amarna, es un nombre teofórico invocando a una diosa hurrita llamada Hebat, conocida como "la madre de todos los vivos". Esto implica que:
- los jebuseos eran hurritas por sí mismos
- o estaban muy influenciados por la cultura hurrita
- o estaban dominados por la clase hurrita maryannu.[15]

## Jebuseos importantes
De acuerdo con el Génesis, el regente de Jerusalén en el tiempo de Abraham era Melquisedec, y además de regente era sacerdote. Más tarde, Josué es descrito derrotando a un rey jebuseo llamado Adonisedec. Los nombres de estos reyes significan Rey (Malki - מַלְכִּי) y Señor mio (Adoni - אֲדֹֽנִי), respectivamente; la segunda parte de estos nombres es sedec, que significa justicia o derecho (tsedeq en hebreo - צדק) (por lo que el nombre Malki-tsedeq significa rey de justicia y Adoni-tsedeq significa mi señor de justicia; "tsedeq" en hebreo significa "justicia" como equivalente a "derecho" o "benevolencia" (tsedaqah-צְדָקָה se traduce como caridad, pero se refiere al acto de hacer justicia). La mayor parte de los estudiosos de la Biblia piensan que es una referencia a una deidad llamada Sedek, que era la máxima deidad hecha por los jebuseos. Los estudiosos no entienden cómo Melquisedec fue hecho aparecer por los redactores del Génesis como un jebuseo, más que como parte de otro miembro de personas que vivían en Jerusalén antes que los jebuseos. Jerusalén también es referida como Salem más que Jebus en los pasajes del Génesis que describen a Melquisedec. También es nombrada como Jebus Salem. Araunah (al que se refieren como Ornan en el Libro de las Crónicas) (hebreo, דִּבְרֵי הַיָּמִים א, "Divrei Hayamim Álef"), también llamado 1 Crónicas, Primer Libro de las Crónicas y Primer Libro de los Paralipómenos, es un libro bíblico del Antiguo Testamento. Libro de Reyes como teniendo que vender su trilladora al rey David, sobre la cual David construyó un altar, con la implicación de que este altar sería el núcleo del Templo de Salomón. Araunah significa el Señor en hitita, y como la mayor parte de los estudiosos consideran a los jebuseos como hititas, han afirmado que Araunah debió ser otro rey de Jerusalén; Algunos estudiosos creen que Adonijah es una referencia actualizada de Araunah, la ר (r) ha sido corrupta a ד (d).
La narrativa por sí misma es considerada etiológica y de dudosa historicidad; Melquisedec, tanto como sacerdote o como rey, estaría más propiamente relacionado con un Santuario a Sedek, así que los estudiosos opinan que el Templo de Salomón es la evolución natural desde este Santuario a Sedek.

### Apiru o Habiro, hebreos primigenios
- Mirjo Salvini, The Habiru prism of King Tunip-Te??up of Tikunani. Istituti Editoriali e Poligrafici Internazionali, Rome (1996). ISBN 88-8147-093-4
- Bryce, Trevor. The kingdom of the hittites. New York. Oxford U.P. 1999
- Kurth, Amélie. El Oriente próximo en la antigüedad, I c. 3000-330 a. C.. Traducción por Teófilo de Lozoya. Barcelona. Crítica, 2000